# Бибиковский сельсовет
Бибиковский сельсовет — муниципальное образование со статусом сельского поселения в составе Умётского района Тамбовской области России.
Административный центр — село Бибиково.

## История
В соответствии с Законом Тамбовской области от 17 сентября 2004 года № 232-З установлены границы муниципального образования и статус сельсовета как сельского поселения.

## Население
| 2010 | 2012 | 2013 | 2014 | 2015 | 2016 | 2017 |
| ---- | ---- | ---- | ---- | ---- | ---- | ---- |
| 633  | ↘614 | ↘596 | ↘591 | ↘587 | ↘584 | ↘582 |
| 2018 | 2019 | 2020 | 2021 |      |      |      |
| ↘563 | ↘549 | ↘522 | ↘510 |      |      |      |

## Состав сельского поселения
| № | Населённый пункт | Тип населённого пункта       | Население |
| - | ---------------- | ---------------------------- | --------- |
| 1 | Бибиково         | село, административный центр | ↘342      |
| 2 | Екатериновка     | деревня                      | ↘69       |
| 3 | Новички          | посёлок                      | 0         |
| 4 | Нововоздвиженка  | деревня                      | ↘183      |
| 5 | Сабуровка        | деревня                      | 0         |